# Права ЛГБТ на Соломоновых Островах
Лесбиянки, геи, бисексуалы и транссексуалы (ЛГБТ) на Соломоновых Островах сталкиваются с юридическими проблемами, которые не испытывают остальные жители этой страны.
Однополые сексуальные отношения между мужчинами незаконны и наказываются лишением свободы на срок до 14 лет, но закон не применяется.

## Законность однополых отношений
Однополые сексуальные отношения были запрещены с момента её криминализации в 1880-х годах.
Участие в анальных половых актах с другим лицом наказывается лишением свободы на срок до 14 лет в соответствии с разделом 160 главы 26 Уголовного кодекса Соломоновых Островов. Попытка анального секса может быть наказана лишением свободы на срок до семи лет. Акты «грубой непристойности», даже в частном порядке, могут быть наказаны лишением свободы на пять лет. Тем не менее, Государственный департамент США сообщил, что в 2010, 2011, 2012, или 2013 не было сообщений об арестах или преследованиях, направленных против ЛГБТ.
Желательно, чтобы геи и лесбиянки, как граждане страны, так и путешественники, избегали публичных проявлений любви, которые могут быть классифицированы в соответствие с Уголовным кодексом Соломоновых Островов как акт грубой непристойности, уголовное преступление, подлежащее тюремному заключению сроком на пять лет.
Комиссия по правовой реформе предложила легализовать сексуальные отношения между геями и лесбиянками в декабре 2008 года, но это предложение было отклонено. В 2011 году правительство заявило ООН, что не намерено декриминализировать гомосексуальные отношения.

## Признание однополых отношений
Соломоновы Острова не признают однополые союзы в любой форме.
В 2017 году в своем выступлении перед местной церковной группой премьер-министр Манассе Согаваре заявил о своем несогласии с однополыми браками.
В июне 2018 года генерал-губернатор Фрэнк Кабуи, признавая существование ЛГБТ-людей на Соломоновых островах, и говоря, что «это не преступление родиться геем или лесбиянкой, так как это считается биологически находящимся вне контроля индивидуума», он заявил о своем несогласии с однополыми браками, отрицая любые попытки изменить законы, оправдывая это уголовным кодексом, запрещающим однополые сексуальные отношения, а также библейскими и христианскими религиозными нормами.

## Защита от дискриминации
Соломоновы Острова в настоящее время реформируют свою Конституцию. В первом проекте 2009 года новой Конституции предлагаемой Федеративной Демократической Республики Соломоновы Острова «сексуальная ориентация» была прямо и вновь включена в качестве запрещенного основания для дискриминации. В проекте 2011 года и проекте 2013 года не было упоминания о «сексуальной ориентации». В последнем втором проекте 2014 года (опубликованном 6 мая 2014 года) «сексуальная ориентация» не была объявлена запрещенной почвой для дискриминации. По состоянию на 2019 год конституционная реформа еще не завершена.

## Сводная таблица
| Легальность однополых сексуальных отношений                                                                  | (для мужчин)/ (для женщин) |
| Равный возраст согласия                                                                                      | (для мужчин)/ (для женщин) |
| Антидискриминационные законы в сфере трудоустройства                                                         | No                         |
| Антидискриминационные законы в сфере предоставления товаров и услуг                                          | No                         |
| Антидискриминационные законы во всех других областях (включая косвенную дискриминацию, разжигание ненависти) | No                         |
| Однополый брак                                                                                               | No                         |
| Усыновление ребёнка однополыми парами                                                                        | No                         |
| Совместное усыновление однополыми парами                                                                     | No                         |
| ЛГБТ-людям разрешено открыто служить в армии                                                                 | Армия отсутствует          |
| Право на изменение юридического пола                                                                         | No                         |
| Доступ к ЭКО для лесбиянок                                                                                   | No                         |
| Коммерческое суррогатное материнство для гомосексуальных пар                                                 | No                         |
| МСМ разрешено сдавать кровь                                                                                  | No                         |